# Marcel Gery
Marcel Gery est un nageur canadien, anciennement tchécoslovaque, né le 15 mars 1965 à Smolenice en Slovaquie.

## Biographie
D'abord nageur représentant la Tchécoslovaquie, il remporte une médaille de bronze lors des championnats d'Europe de 1985 dans l'épreuve du 100 m papillon. Il émigre ensuite vers le Canada. Marcel Gery dispute l'épreuve du 4 × 100 m 4 nages aux Jeux olympiques d'été de 1992 de Barcelone et remporte la médaille de bronze.